# Аминь (фильм, 2002)
«Аминь» (англ. Amen) — драматический кинофильм режиссёра Коста-Гавраса, вышедший на экраны в 2002 году.
Главные роли исполнили: Ульрих Тукур, Ульрих Мюэ и Матьё Кассовиц.

## Сюжет
В фильме рассматривается связь между Ватиканом и Нацистской Германией. Главный герой — Курт Герштейн (Ульрих Тукур), учёный, офицер СС, работавший в институте гигиены, является автором работ по очистке и обеззараживанию воды и уничтожению паразитов. Он потрясён, узнав, что его разработки для борьбы с тифом (в которых применялась синильная кислота) использованы для изготовления «Циклона Б» — отравляющего вещества, которым в концлагерях уничтожают людей, в первую очередь евреев. Он пытается предупредить об этом Папу Римского Пия XII, но никакого ответа из Святого Престола так и не дожидается. Единственным человеком, откликнувшимся на его послание, был Риккардо Фонтана (Матьё Кассовиц) — священник и иезуит. Но и он не может изменить хода вещей. Тогда Фонтана пришивает к своей сутане Звезду Давида, как все евреи, и добровольно идёт на смерть вместе с другими узниками. Герштейн безуспешно пытается помочь вызволить священника из лагеря. Вскоре он сам остаётся в одиночестве, так как от него отвернулись все друзья, узнав, что он служит в СС и работает над уничтожением узников. В конце войны Герштейна арестовывают союзнические войска как нациста, и в тюрьме он кончает жизнь самоубийством.
Несмотря на то, что сюжет фильма основан на реальных событиях, его можно смело назвать вымышленным. Курт Герштейн — лицо реально существовавшее, а герой Риккардо Фонтана — вымысел.

## Производство
Сюжет фильма взят из пьесы «Заместитель» немецкого драматурга Рольфа Хоххута. Эта драма, опубликованная в 1963 году, является самым известным произведением писателя. Она наделала много шума, поскольку в ней публично обвинены как Римско-католическая церковь, так и папа Пий XII в равнодушии, замалчивании военных преступлений нацистской Германии и даже использования труда советских военнопленных (в Римско-католических приходах на оккупированных территориях). Пьесу много критиковали и Римско-католическая церковь и представитель мирового еврейства за искажённый показ личности папы Пия XII.
В связи с тем, что Святой Престол не разрешает проводить киносъёмки на территории Ватикана, интерьеры папских покоев снимались в парламентском дворце правительства Румынии в Бухаресте.

## В ролях
- Ульрих Тукур — Курт Герштейн
- Матьё Кассовиц — Риккардо Фонтана
- Ульрих Мюэ — доктор
- Мишель Дюшоссуа — кардинал
- Ион Карамитру — граф Фонтана
- Марсель Юреш[англ.] — Папа
- Фридрих фон Тун — отец Герштейна
- Антье Шмидт — госпожа Герштейн
- Ханс Цишлер — Гравиц
- Себастиан Кох[англ.] — Гёсс
- Эрих Халльхубер — Рутта
- Ангус Макиннес — Титман
- Бернд Фишерауэр — епископ Гален
- Пьерр Франк — пастор Вер
- Марин Морару — фотограф

## Награды и номинации
- 2002 — участие в конкурсной программе Берлинского кинофестиваля.
- 2002 — номинация на премию Европейской киноакадемии в категории «лучший европейский актёр по версии зрителей» (Ульрих Тукур).
- 2003 — премия «Сезар» за лучший сценарий (Коста-Гаврас, Жан-Клод Грумберг), а также 6 номинаций: лучший фильм (Коста-Гаврас), лучший режиссёр (Коста-Гаврас), лучший актёр (Матьё Кассовиц), лучшая операторская работа (Патрик Блосье), лучшая музыка (Арман Аман), лучший звук (Доминик Габорьё, Пьер Гаме).
- 2003 — премия «Люмьер» за лучший фильм (Коста-Гаврас).